# Південно-Русське – Пуртазівська
Південно-Русське – Пуртазівська – газопровід на півночі Тюменської області, який забезпечив видачу продукції гігантського Південно-Русського родовища.
В 2007-му почали видобуток на гігантському Південно-Русському родовищі, яке вже у 2009-му вийшло на проектну потужність на рівні 25 млрд м3 газу на рік. Видачу продукції організували за допомогою трубопроводу довжиною 95 км та діаметром 1200 мм, що прямує до компресорної станції «Пуртазівська» на трасі системи Заполярне – Уренгой.
В 2012-му за рахунок відгалуження від газопроводу Південно-Русське – Пуртазівська довжиною біля 130 км забезпечили газифікацію селища Красноселькуп.